# 4 Vesta
 Vesta (denominazione ufficiale 4 Vesta) è un grande asteroide della fascia principale, il secondo corpo più massivo della fascia di asteroidi, con un diametro medio pari a circa 525 chilometri e una massa stimata pari al 12% di quella dell'intera fascia.
Le sue dimensioni e la sua superficie insolitamente brillante fanno di Vesta l'asteroide in assoluto più luminoso e talvolta l'unico visibile a occhio nudo dalla Terra (oltre a Cerere, in circostanze visive eccezionali).
È anche quello più studiato, grazie alla disponibilità di campioni di roccia sotto forma di meteoriti HED. Inoltre, è uno degli unici sei corpi identificati del sistema solare per il quale abbiamo campioni fisici, oltre all'asteroide Itokawa, la cometa Wild 2, Marte, la Luna e la Terra stessa.

## Osservazione
Vesta è l'asteroide più luminoso, raggiungendo mediamente all'opposizione una magnitudine di 6,5. In opposizioni particolarmente favorevoli, può raggiungere una magnitudine pari a 5,4, risultando visibile ad occhio nudo. Anche a piccole elongazioni, Vesta è facilmente osservabile con un binocolo 10×50, raggiungendo al più una magnitudine pari a 8,5.

## Storia delle osservazioni

### Scoperta

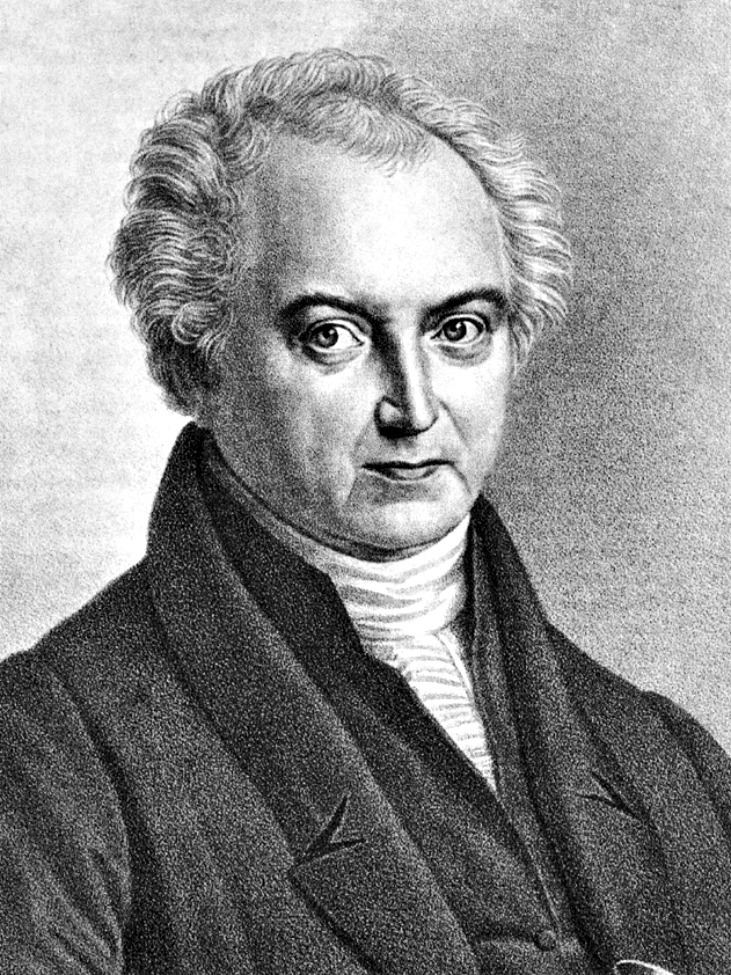
Heinrich Wilhelm Olbers, lo scopritore di Vesta.

Vesta fu scoperto dall'astronomo tedesco Heinrich Wilhelm Olbers il 29 marzo 1807, dall'osservatorio privato situato al piano superiore della sua casa a Brema, in Germania. Olbers ne diede notizia in una lettera indirizzata all'astronomo Johann H. Schröter e datata al 31 marzo. L'astronomo francese Johann Karl Burckhardt ha suggerito che Le Monnier potesse aver già osservato Vesta, scambiandola per una stella.
La scoperta di Cerere nel 1801 era parsa una conferma della legge di Titius-Bode; la scoperta di un secondo pianeta, Pallade, alla stessa distanza dal Sole nel 1802 aveva generato sorpresa tra gli astronomi. Fu Olbers stesso a suggerire che i due oggetti potessero essere i frammenti di un pianeta andato distrutto - in seguito indicato come Fetonte - e che altri frammenti avrebbero potuto essere individuati in corrispondenza delle intersezioni delle orbite di Cerere e Pallade, ovvero nelle costellazioni della Vergine e della Balena.
Olbers ripeté la ricerca tre volte l'anno dal 1802, riuscendo nel 1807 a scoprire Vesta nella Vergine - una coincidenza poiché Cerere, Pallade e Vesta non sono frammenti di un corpo preesistente. Poiché nel 1804 era stato individuato Giunone, Vesta è stato il quarto oggetto identificato nella regione indicata come fascia principale degli asteroidi.
Olbers concesse al matematico Carl Friedrich Gauss, che aveva calcolato l'orbita del nuovo "pianeta" in 10 ore, il piacere di sceglierne il nome; fu così battezzato in onore della dea romana del focolare domestico, Vesta.
Dopo la scoperta di Vesta, nessun altro asteroide fu scoperto per 38 anni; il successivo fu 5 Astraea, individuato solo nel 1845. Durante questo tempo, i quattro asteroidi conosciuti furono considerati veri e propri pianeti e fu assegnato a ciascuno di loro un proprio simbolo planetario. In particolare, quello di Vesta richiama l'altare della dea sormontato dalla fiamma sacra alla divinità ( o ). In seguito, il simbolo sarà sostituito con un numero corrispondente all'ordine di scoperta racchiuso in un circoletto, ④, e poi con il numero tra parentesi tonde seguito dal nome, secondo l'uso odierno della designazione asteroidale.

### Osservazioni successive
La luminosità di Vesta suggerì in un primo momento che l'asteroide fosse il maggiore dei quattro, tuttavia William Herschel non riuscì ad osservarne il disco ed il suo diametro venne stimato essere non superiore a 383 km. Tale valore non fu rivisto prima della seconda metà del secolo, quando miglioramenti furono ottenuti grazie alla diffusione del catalogo stellare Bonner Durchmusterung nel 1852 e con l'introduzione sia della scala logaritmica della magnitudine, sviluppata da Norman Pogson nel 1854, sia della fotometria nel 1861. Mancava tuttavia una stima dell'albedo di Vesta, come anche per quella degli altri asteroidi fino ad allora scoperti e le misure proposte ne risentivano fortemente.
Von Stampfer nel 1856 stimò il diametro di Vesta in 467 km; Stone nel 1867 in 367 km; Pickering nel 1879 in 513 ± 17 km; M.W. Harrington nel 1883 in 840 km; e Flammarion nel 1894 in 400 km. Il valore di riferimento per i primi cinquant'anni del Novecento fu comunque di 390 ± 46 km, stimato nel 1895 da Barnard utilizzando un micrometro filare e rivisto nel 1901 in 347 ± 70 km utilizzando la stessa tecnica.
Nei lavori pubblicati negli anni sessanta e settanta, furono proposte nuove stime per il diametro di Vesta basate prevalentemente su misure fotometriche, comprese tra i 390 ed i 602 km con un'incertezza di circa 50 km. La maggior parte di esse, tuttavia, fornivano valori compresi tra i 530 ed i 580 km. Nel 1979, utilizzando la tecnica dell'interferometria a macchie, il diametro di Vesta fu stimato in 550 ± 23 km, suggerendo al contempo che fosse superato da Pallade, che sarebbe stato pertanto il secondo asteroide per dimensioni.
Misure migliori delle dimensioni di Vesta furono ottenute grazie a occultazioni stellari. Di Vesta sono state osservate due occultazioni, nel 1989 (SAO 185928) e nel 1991 (SAO 93228). La seconda in particolare è stata osservata da numerosi osservatori negli Stati Uniti e nel Canada ed in tale circostanza la forma dell'asteroide risultò approssimabile da un'ellisse con semiasse maggiore di 275 km e semiasse minore di 231 km. Risultò, quindi, che Vesta fosse secondo solo a Cerere per dimensioni, superando Pallade, il cui diametro era stato determinato nel 1983 in un'occultazione particolarmente favorevole.
Vesta fu il primo asteroide di cui venne determinata la massa, nel 1966. L'asteroide si avvicina ogni 18 anni a 197 Arete, raggiungendo una distanza minima pari a 0,04 AU. Hans G. Hertz stimò la massa di Vesta in (1,20±0,08)×10−10 M⊙ misurando le perturbazioni gravitazionali indotte da quest'ultimo sull'orbita di Arete. Successivamente il valore fu più volte rivisto e nel 2001 si giunse a (1,31±0,02)×10−10 M⊙, determinato utilizzando le perturbazioni di un altro asteroide, Thetis.

### Missioni spaziali
Nel 1981, venne sottoposta all'analisi dell'Agenzia Spaziale Europea (ESA) una proposta di missione, indicata come Asteroidal Gravity Optical and Radar Analysis (AGORA), che avrebbe dovuto esser lanciata tra il 1990 ed il 1994 ed avrebbe compiuto due sorvoli ravvicinati di asteroidi di grandi dimensioni oltre ad entrare in orbita attorno ad un terzo asteroide, preferibilmente Vesta. La sonda sarebbe stata dotata di un piccolo propulsore elettrico oppure sarebbe stata utilizzata una manovra di fionda gravitazionale con Marte per raggiungere la fascia principale. La proposta fu rifiutata dall'ESA e successivamente rielaborata in una nuova missione che avrebbe coinvolto sia la NASA, sia l'ESA: la Multiple Asteroid Orbiter with Solar Electric Propulsion (MAOSEP), il cui piano di volo prevedeva anche che la sonda entrasse in orbita attorno a Vesta. La NASA tuttavia affermò nel 1985 di non avere interesse in una missione di esplorazione degli asteroidi e la proposta cadde definitivamente nel vuoto.
Negli anni ottanta Francia, Germania, Italia, Russia e Stati Uniti avanzarono proposte di missioni nella fascia degli asteroidi, ma nessuna di esse fu approvata dagli organi preposti alla selezione. Tra queste, la più significativa era la missione congiunta russo-francese Vesta, che avrebbe ripreso alcuni dettagli delle missioni Vega. Da un sorvolo di Venere, le due sonde identiche avrebbero ricevuto la spinta necessaria per raggiungere la fascia degli asteroidi, dove avrebbero navigato eseguendo sorvoli ravvicinati di numerosi oggetti, tra cui Vesta. In seguito a ritardi francesi, la missione fu rinviata dal 1991 al 1994 ed il piano di volo variato in modo da sostituire Marte a Venere, del quale i russi avevano ormai acquisito una notevole conoscenza. Infine, la Francia ne cercò l'approvazione da parte dell'ESA, che tuttavia le preferì Huygens, mentre il dissesto economico post-sovietico impedì alla Russia di procedere autonomamente.
Nel 2001 in via preliminare e nel 2004 in modo definitivo, la NASA ha approvato la missione Dawn, che è stata lanciata il 27 settembre 2007, ha raggiunto Vesta nel luglio del 2011 e vi è rimasta attorno in orbita fino a luglio 2012. Dall'agosto 2012 si è posizionata in un'orbita eliocentrica per raggiungere Cerere dove è arrivata nel marzo 2015. Facendo uso della propulsione elettrica, infatti, è stato possibile sviluppare una missione che, pur nei bassi costi del Programma Discovery, è entrata in orbita attorno a due grandi oggetti della fascia principale. La sonda è dotata di una fotocamera e di due spettrometri, uno operante nell'infrarosso e nel visibile e l'altro nei raggi gamma.

## Caratteristiche fisiche

Dimensioni dei primi dieci asteroidi scoperti nella fascia principale confrontati con la Luna della Terra. Vesta è il quarto da sinistra.

Vesta è il secondo asteroide in ordine di grandezza e il più grande nella Fascia principale interna, situata all'interno della lacuna di Kirkwood a 2,50 AU. Possiede un volume pari a quello di 2 Pallas, ma con una massa significativamente maggiore.
La forma di Vesta sembra essere quella di uno sferoide oblato stabile compresso gravitazionalmente, o "corpo planetario".
La sua rotazione è prograda ed è molto veloce per un asteroide (periodo di rotazione pari a 5,342 ore), con il polo nord che punta in direzione della costellazione del Cigno, ascensione retta 20 h 32 min, declinazione +48° con un'incertezza di circa 10°. Questo comporta un'inclinazione assiale di 29°.
Le temperature sulla sua superficie oscillano in un intervallo compreso fra circa -20 °C con il Sole allo zenit, e circa -190 °C al polo invernale. Tipiche temperature diurne e notturne sono rispettivamente -60 °C e -130 °C. Questa stima era valida per il 6 maggio 1996, in un punto molto vicino al perielio, mentre i dati possono variare di molto con le stagioni.
Per via della sua massa, Vesta è uno dei corpi minori che il Minor Planet Center considera tra i pertubatori delle orbite degli oggetti più piccoli.

## Geologia
Caso unico fra tutti gli asteroidi, esiste una vasta collezione di campioni di Vesta accessibile agli scienziati sotto forma di oltre 200 meteoriti HED. Ciò ha permesso la comprensione della struttura e della storia geologica di questo pianetino.
Agli albori del sistema solare, Vesta era abbastanza caldo da fondere al proprio interno. Questo ha permesso la differenziazione dell'asteroide. Si suppone che Vesta possieda una struttura scalare: un nucleo planetario metallico di ferro e nickel, un mantello roccioso sovrastante di olivina e una crosta superficiale di roccia basaltica.
Dall'apparizione delle inclusioni ricche di calcio e alluminio (la prima materia solida nel Sistema solare, formatasi circa 4570 milioni di anni fa), un'ipotetica linea temporale è la seguente:
- Accrescimento completato dopo circa 2-3 milioni di anni.
- Fusione completa o parzialmente completa dovuta al decadimento radioattivo dell'isotopo 26Al, portando alla separazione del nucleo metallico dopo circa 4-5 milioni di anni.
- Cristallizzazione progressiva di un mantello fuso convettivo. La convezione si arresta quando circa l'80% del materiale si è cristallizzato, dopo circa 6-7 milioni di anni.
- Estrusione del rimanente materiale fuso per formare la crosta. Lave basaltiche in progressiva eruzione, o possibile formazione di un oceano di magma di breve durata.
- Gli strati più profondi della crosta cristallizzano per formare rocce plutoniche, mentre i basalti più antichi sono trasformati grazie alla pressione dei nuovi strati superficiali.
- Lento raffreddamento interno.

Vesta risulta essere l'unico asteroide intatto la cui superficie abbia subito tali processi geologici, ed è quindi anche l'unico a subire una differenziazione planetaria. Tuttavia, la presenza di classi di meteoriti ferrose e acondritiche senza corpi progenitori identificati indica che originariamente potevano esserci diversi planetesimi differenziati con processi magmatici. Questi corpi si sarebbero frantumati per impatto in famiglie di asteroidi più piccole durante le fasi caotiche dei primi tempi. Si pensa che gli asteroidi ferrosi provengano dai nuclei di tali corpi, gli asteroidi rocciosi dai mantelli e dalle croste.
Si ipotizza che la crosta di Vesta sia composta da (in ordine crescente di profondità):
- Regolite litificata, fonte delle howarditi ed eucriti brecciate.
- Colate di lava basaltica, fonte delle eucriti non cumulate.
- Rocce plutoniche (pirosseno, pigeonite e plagioclasio), fonti delle eucriti cumulate.
- Rocce plutoniche a grani grossi ricche di ortopirosseno, fonti delle diogeniti.

In base alle dimensioni degli asteroidi di tipo V (che si pensa siano frammenti della crosta di Vesta espulsi in seguito a un enorme impatto) e alla profondità del cratere Rheasilvia, si suppone che la crosta sia spessa approssimativamente 10 chilometri.
Nel 2001 si è determinato che l'asteroide di tipo V 1929 Kollaa ha una composizione analoga a quella delle meteoriti eucriti cumulate; ciò indica che ha avuto origine negli strati profondi della crosta di Vesta.

## Caratteristiche superficiali

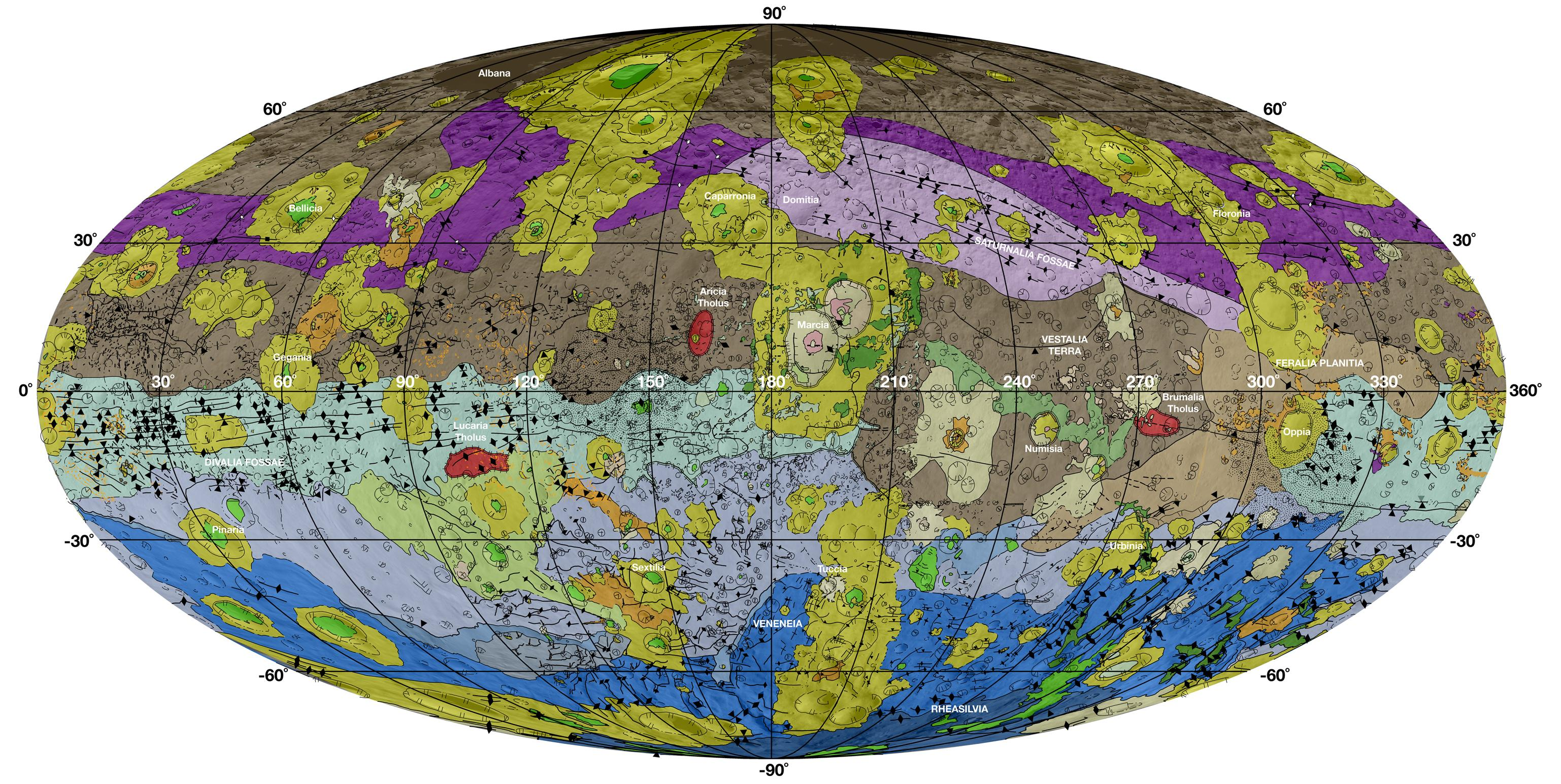
Carta geologica di Vesta

Alcune caratteristiche della superficie di Vesta sono state risolte utilizzando il telescopio Spaziale Hubble e telescopi terrestri, come ad esempio l'Osservatorio Keck.
La caratteristica superficiale più prominente, individuata dal telescopio Spaziale Hubble nel 1996, è il cratere Rheasilvia con un diametro pari a 505 chilometri situato vicino al polo sud dell'asteroide. La sua larghezza è pari al 90% dell'intero diametro di Vesta. Il fondo di questo cratere si trova a circa 13 km sotto il livello superficiale e il suo bordo si eleva di 4-12 chilometri sopra il terreno circostante, con un rilievo superficiale totale di circa 25 chilometri. Un picco centrale si innalza per 22 chilometri dal fondo del cratere. Si è stimato che nell'impatto generatore sia stato asportato circa l'1% dell'intero volume di Vesta, ed è probabile che la famiglia di asteroidi Vesta e gli asteroidi di tipo V siano i prodotti di questa collisione. Se questo è vero, allora il fatto che siano sopravvissuti al bombardamento frammenti di 10 km appartenenti alle suddette classi indica che il cratere ha soltanto un miliardo di anni di età o meno. Inoltre sarebbe il sito d'origine delle meteoriti HED. Infatti, mettendo insieme tutti gli asteroidi di tipo V conosciuti, si arriverebbe soltanto a circa il 6% del volume asportato, con il resto presumibilmente ridotto in piccoli frammenti, sparpagliati nell'avvicinamento alla lacuna di Kirkwood 3:1, o perturbati dall'effetto Yarkovsky o pressione di radiazione. Alcuni asteroidi della famiglia, come 9969 Braille, sono diventati asteroidi geosecanti (NEO). Analisi spettroscopiche delle immagini riprese dall'Hubble hanno mostrato che questo cratere è penetrato in profondità in diversi strati distinti della crosta e probabilmente ha raggiunto anche il mantello, come indica la presenza di olivina nelle caratteristiche spettrali. È interessante notare che Vesta è rimasto pressoché integro dopo un impatto di tale potenza.
Sono presenti sulla superficie del pianetino anche diversi altri grandi crateri, larghi 150 km e profondi 7 km. Una zona scura (bassa albedo) con un diametro di 200 km è stata battezzata Olbers in onore dello scopritore di Vesta, ma questa non appare nella mappa topografica come un cratere di recente formazione e la sua natura è sconosciuta; si tratta forse di una vecchia superficie basaltica. Questa "macchia" serve da punto di riferimento per definire gli 0° di longitudine; il meridiano fondamentale passa proprio per il suo centro.
Gli emisferi occidentale e orientale mostrano terreni marcatamente differenti. Dalle preliminari analisi spettrali delle immagini del telescopio Hubble, l'emisfero orientale sembra possedere un'elevata albedo, un terreno di antica regolite con altopiani pesantemente craterizzati, e crateri che raggiungono gli strati plutonici più profondi della crosta. D'altra parte, grandi regioni dell'emisfero occidentale sono ricoperte da scuri elementi geologici che si suppone siano basalti superficiali, analoghi forse ai mari lunari.
Struttura peculiare è The swarm (astronomia) (lo sciame in italiano), una catena di crateri composta da oltre 1.600 piccoli crateri.

## Vesta nella cultura
- Nel racconto Naufragio al largo di Vesta, pubblicato nel 1939, Isaac Asimov immagina che il rottame di un'astronave dopo lo scontro con un altro asteroide entri in orbita attorno a Vesta.
- Nel romanzo Lucky Starr e gli anelli di Saturno, scritto nel 1958, sempre Asimov ambienta su Vesta una conferenza di pace interplanetaria.
- Nel Ciclo dello Spazio conosciuto, pubblicato a partire dal 1964, Larry Niven pone su Vesta una delle maggiori basi spaziali.
- Nel romanzo The Four Thousand, the Eight Hundred, scritto nel 2015, Greg Egan immagina Vesta colonizzato per sfruttarne le risorse minerali.